# J. J. 웨더홀트
J. J. 웨더홀트(J. J. Wetherholt, 본명: 조나단 데이비드 "JJ" 웨더홀트, Jonathan David "JJ" Wetherholt, 2002년 9월 10일 ~ )는 세인트루이스 카디널스 소속의 미국 프로 야구 내야수이다.

## 대학 경력
웨더홀트는 펜실베니아주 마스에 있는 마스 에어리어 고등학교에 다녔다. 2021년 메이저 리그 야구 드래프트에서 지명을 받지 못하고 대학 야구를 하기 위해 웨스트 버지니아 대학교에 등록했다.
2022년 웨스트버지니아 신입생이었던 웨더홀트는 54경기(선발 53회)에 출전해 타율 0.308, 홈런 5개, 타점 39개, 2루타 17개, 도루 15개를 기록했다. 그해 여름, 매디슨 멜러즈의 노스우즈 리그에서 잠시 뛰었으며 12경기에서 .368의 타율을 기록했다.
2023년 2학년이 된 웨더홀트는 전국적인 주목을 받았다. 55경기에 출전해 타율 .449, 16홈런, 60타점, 36도루를 기록했다. 딕 하우저 트로피의 최종 후보 5명 중 한 명으로 선정되었다. 또한 빅 12 콘퍼런스 올해의 야구 선수로 선정되었다. 2023년 시즌 이후 케이프코드 베이스볼 리그의 채텀 앵글러스(Chatham Anglers)에서 대학 여름 야구를 했다. 또한 미국 야구 대학 국가 대표팀에서도 뛰었다. 웨더홀트는 2024년 시즌까지 4경기에서 햄스트링 부상을 입었고 한 달 넘게 결장했다. 36경기 이상 타율 .331, 8홈런, 30타점을 기록했다.

## 프로 경력
웨더홀트는 2024년 메이저리그 베이스볼 드래프트 전체 7순위로 세인트루이스 카디널스의 1라운드에 지명됐다. 2024년 7월 20일 웨더홀트는 카디널스와 680만 달러 계약을 체결했다.